# Ghiacciaio Vittoria
Il ghiacciaio Vittoria (in inglese Victory Glacier) è un ghiacciaio lungo circa 15 km situato sulla costa orientale della penisola Trinity, nella parte settentrionale della Terra di Graham, in Antartide. Il ghiacciaio, il cui punto più alto si trova 426 m s.l.m., è circondato a nord dalle cime Trakiya e sud dalle cime Kondofrey e fluisce in direzione est-sud-est a partire dall'estremità settentrionale dell'altopiano Detroit fino a entrare nel canale del Principe Gustavo, poco a nord di punta Pitt.

## Storia
Il ghiacciaio Vittoria fu esplorato e mappato dal British Antarctic Survey, che all'epoca si chiamava ancora Falkland Islands and Dependencies Survey (FIDS), e fu così battezzato proprio dal FIDS poiché fu avvistato la settimana seguente alla resa del Giappone nella seconda guerra mondiale, nell'agosto del 1945.